# Список самых высоких зданий Уфы
32В список самых высоких зданий города Уфы включены высотные здания и небоскрёбы высотой более 100 м включительно.
| № | Наименование | Выс., м | ЭТ | Построено | Адрес                | Примечания | Изображение |
| - | ------------ | ------- | -- | --------- | -------------------- | --- | ----------- |
| 1 | Символ       | 109,62  | 36 | 2019–2021 | Менделеева, 1/1      | |             |
| 2 | Идель Тауэр  | 102,3   | 34 | 2016–2018 | просп. Октября, 107а | Первоначально по проекту — 154 м высотой и 42 этажа.                                                                                             |             |
| 3 | Планета      | 101     | 32 | 2017–2019 | Давлеткильдеева, 16  | |             |
| 4 | Уралсиб      | 100,5   | 26 | 1998–1999 | Революционная, 41    | Первое в России (и до 2003 года — самое высокое) здание высотой более 100 м за пределами МКАД . До 2018 года являлось самым высоким зданием Уфы. |             |

### Строящиеся
В список включены строящиеся здания выше 30 этажей включительно.
| № | Наименование     | ЭТ | Год  | Адрес                | Примечания | Изображение |
| - | ---------------- | -- | ---- | -------------------- | --- | ----------- |
| 1 | Друзья Соседи    | 32 | 2020 | Шота Руставели       | Строительство остановлено после протестов против возведения жилого комплекса вплотную к существующим домам. Новый проект планировки квартала под жилой комплекс утверждён в 2022 году. |             |
| 2 | Централ Парк     | 35 | 2020 | Революционная        | |             |
| 3 | Grand&Grand      | 34 | 2018 | 50 лет Октября       | |             |
| 4 | Некрасовский     | 33 | 2019 | Софьи Перовской      | |             |
| 5 | URBANICA         | 33 | 2020 | Минигали Губайдулина | |             |
| 6 | Ботанический Сад | 32 | 2018 | Сагита Агиша         | |             |
| 7 | Tau House        | 32 | 2020 | Лесотехникума        | |             |